# 資訊津貼
資訊津貼（Information Subsidy） 是一個公共關係及新聞學上的術語，意指消息來源以新聞稿、投書、購買版面等方式，讓媒體工作者快速取得資訊，減少採訪上的各項成本，並藉此控制議題的設定。
新聞工作由於講求時效性，媒體或是記者因為有截稿時間的壓力，在極度有限的時間、採訪預算下，通常無法輕易掌握所有的新聞來源，所以會傾向以較低的「成本」取得資訊，或是使用成本較低的資訊來協助完成新聞工作。
消息來源以各種方式主動提供訊息給媒體，降低記者撰稿及尋找新聞來源時所需要花費的時間、金錢、心力等成本，協助記者在截稿時間前順利完成採訪工作，並藉此影響記者撰稿的方向、內容或態度，進而獲得針對特定議題的發言權、詮釋權。當記者在時間壓力下無法以更高成本完成採訪工作時，通常會樂意使用消息來源提供的資訊津貼。
資訊津貼會以多種方式出現，例如：
- 一般的新聞稿（包含文字、照片、圖表）
- 針對新聞事件的參考資料或背景說明
- 針對特定議題的讀者投書
- 洩漏消息
- 舉辦記者會
- 民意調查
- 創造新聞事件或假事件
- 購買廣告版面

舉例來說，當發生飛安事故的時候，研究飛安的專業人士、機構如果能夠在第一時間將其「專業意見」以參考資料、背景說明的方式傳遞至記者或媒體，例如該飛機的特點、過去相關飛安事故、天候天氣的影響等等，或甚至提供採訪上的「專業協助」，通常記者會覺得無限感激。而第一時間過後，還可以召開記者會、投書媒體，進一步獲得該事件的發言權。
一般而言，經常提供「專業」資訊津貼的消息來源，因為長期與記者合作，後來常常也能夠取得該領域發言的寡頭地位，甚至可能主客易位，成為所謂的「媒體寵兒」。但如果資訊津貼不夠專業，或立場過於偏頗，則可能被媒體打入冷宮，很難繼續取得發言的地位。